# Reino Unido en los Juegos Paralímpicos de Seúl 1988
El Reino Unido estuvo representado en los Juegos Paralímpicos de Seúl 1988 por un total de 224 deportistas, 169 hombres y 55 mujeres.

## Medallistas
El equipo paralímpico británico obtuvo las siguientes medallas:
| Nombre                                              | Deporte                    | Evento                                         |
| --------------------------------------------------- | -------------------------- | ---------------------------------------------- |
| Oro                                                 |                            |                                                |
| Isabel Barr                                         | Atletismo                  | Disco 1B femenino                              |
| Denise Ross                                         | Atletismo                  | Disco B1 femenino                              |
| Kerry Taylor                                        | Atletismo                  | Eslalon C1 femenino                            |
| Dorothy Ripley                                      | Atletismo                  | Peso 5 femenino                                |
| Michael Walker                                      | Atletismo                  | Disco C4 masculino                             |
| Michael Walker                                      | Atletismo                  | Jabalina C4 masculino                          |
| Michael Walker                                      | Atletismo                  | Maza C4 masculino                              |
| Michael Walker                                      | Atletismo                  | Peso C4 masculino                              |
| Robert Matthews                                     | Atletismo                  | 800 m B1 masculino                             |
| Robert Matthews                                     | Atletismo                  | 1500 m B1 masculino                            |
| Robert Matthews                                     | Atletismo                  | 5000 m B1 masculino                            |
| Nigel Coultas                                       | Atletismo                  | 100 m A6A8A9L4 masculino                       |
| Nigel Coultas                                       | Atletismo                  | 200 m A6A8A9L4 masculino                       |
| Nigel Coultas                                       | Atletismo                  | Salto de altura A6A8A9L6 masculino             |
| Peter Williams                                      | Atletismo                  | Disco C5 masculino                             |
| Peter Williams                                      | Atletismo                  | Jabalina C5 masculino                          |
| Peter Williams                                      | Atletismo                  | Maza C5 masculino                              |
| Colin Keay                                          | Atletismo                  | 200 m C6 masculino                             |
| Colin Keay                                          | Atletismo                  | 400 m C6 masculino                             |
| Anthony Hamilton                                    | Atletismo                  | 800 m B3 masculino                             |
| Anthony Hamilton                                    | Atletismo                  | 1500 m B3 masculino                            |
| Ian Hayden                                          | Atletismo                  | Disco L5 masculino                             |
| Ian Hayden                                          | Atletismo                  | Jabalina L4 masculino                          |
| Peter Carruthers                                    | Atletismo                  | 100 m 1B masculino                             |
| Simon Butler                                        | Atletismo                  | 400 m B3 masculino                             |
| Noel Thatcher                                       | Atletismo                  | 800 m B2 masculino                             |
| James Sands                                         | Atletismo                  | 3000 m campo a través C6 masculino             |
| Stephen Brunt                                       | Atletismo                  | Maratón B2 masculino                           |
| Ernest Guild                                        | Atletismo                  | Peso 5 masculino                               |
| Jonathan Ward                                       | Atletismo                  | Peso B3 masculino                              |
| Ralph Foster                                        | Bolos sobre hierba         | Individual LB1 masculino                       |
| Ken Bridgeman                                       | Bolos sobre hierba         | Individual 2-6 masculino                       |
| Neil Shaw Bernard Wessier                           | Bolos sobre hierba         | Dobles LB2 masculino                           |
| Caz Walton                                          | Esgrima en silla de ruedas | Espada individual 4-6 masculino                |
| Anthony Bishop                                      | Levantamiento de potencia  | +100 kg masculino                              |
| Beverley Gull                                       | Natación                   | 100 m espalda 4 femenino                       |
| Beverley Gull                                       | Natación                   | 100 m libre 4 femenino                         |
| Beverley Gull                                       | Natación                   | 400 m libre 4 femenino                         |
| Jane Stidever                                       | Natación                   | 100 m espalda C4 femenino                      |
| Jane Stidever                                       | Natación                   | 400 m libre C3-4 femenino                      |
| Dianne Barr                                         | Natación                   | 100 m espalda A4 femenino                      |
| Janice Burton                                       | Natación                   | 50 m libre B1 femenino                         |
| Dianne Barr Joanne Round Linda Walters Thelma Young | Natación                   | 4 × 100 m libre A-L femenino                   |
| Dianne Barr Joanne Round Linda Walters Thelma Young | Natación                   | 4 × 100 m estilos A-L femenino                 |
| Mike Kenny                                          | Natación                   | 25 m braza 1A masculino                        |
| Mike Kenny                                          | Natación                   | 25 m espalda 1A masculino                      |
| Mike Kenny                                          | Natación                   | 50 m libre 1A masculino                        |
| Mike Kenny                                          | Natación                   | 100 m libre 1A masculino                       |
| Mike Kenny                                          | Natación                   | 75 m estilos 1A masculino                      |
| Robin Surgeoner                                     | Natación                   | 100 m braza C4 masculino                       |
| Robin Surgeoner                                     | Natación                   | 100 m libre C4 masculino                       |
| Robin Surgeoner                                     | Natación                   | 200 m libre C4 masculino                       |
| Robin Surgeoner                                     | Natación                   | 400 m libre C3-4 masculino                     |
| Martin Mansell                                      | Natación                   | 100 m espalda C5 masculino                     |
| Andrew Blake                                        | Natación                   | 50 m libre 3 masculino                         |
| Oliver Jones                                        | Natación                   | 100 m libre A1 masculino                       |
| Paul Noble                                          | Natación                   | 100 m mariposa L5 masculino                    |
| David Moreton Paul Noble Marc Woods Peter Aldous    | Natación                   | 4 × 100 m libre A-L masculino                  |
| David Moreton Paul Noble Marc Woods Peter Aldous    | Natación                   | 4 × 100 m estilos A-L masculino                |
| Mike Langley                                        | Snooker                    | Clase abierta masculino                        |
| David Hope                                          | Tenis de mesa              | Individual TT4 masculino                       |
| Deanna Coates                                       | Tiro                       | Rifle de aire de pie 2-6 femenino              |
| Karen Watts                                         | Tiro con arco              | Doble ronda FITA 2-6 femenino                  |
| Wilma Anic Joan Cooper Karen Watts                  | Tiro con arco              | Doble ronda FITA por equipos 2-6 femenino      |
| Simon Jackson                                       | Yudo                       | –60 kg masculino                               |
| Plata                                               |                            |                                                |
| Carol Johnson                                       | Atletismo                  | Eslalon C1 femenino                            |
| Isabel Barr                                         | Atletismo                  | Peso 1B femenino                               |
| Denise Ross                                         | Atletismo                  | Peso B1 femenino                               |
| Kerry Taylor                                        | Atletismo                  | Precisión C1 femenino                          |
| Norman Burns                                        | Atletismo                  | Jabalina C4 masculino                          |
| Norman Burns                                        | Atletismo                  | Eslalon C4-5 masculino                         |
| Norman Burns                                        | Atletismo                  | Maza C4 masculino                              |
| Mark Farnell                                        | Atletismo                  | 5000 m B3 masculino                            |
| Mark Farnell                                        | Atletismo                  | Maratón B3 masculino                           |
| Colin Keay                                          | Atletismo                  | 100 m C6 masculino                             |
| Gordon Robertson                                    | Atletismo                  | 400 m C6 masculino                             |
| Nigel Coultas                                       | Atletismo                  | 400 m A6A8A9L4 masculino                       |
| Noel Thatcher                                       | Atletismo                  | 1500 m B2 masculino                            |
| Gerard McConnell                                    | Atletismo                  | 5000 m campo a través C8 masculino             |
| John Harris                                         | Atletismo                  | Disco 5 masculino                              |
| Jonathan Ward                                       | Atletismo                  | Disco B3 masculino                             |
| Brian Lessiter                                      | Atletismo                  | Disco L5 masculino                             |
| Terry Hudson                                        | Atletismo                  | Eslalon C1 masculino                           |
| Steven Varden                                       | Atletismo                  | Maza C2 masculino                              |
| Kevan McNicholas                                    | Atletismo                  | Peso 2 masculino                               |
| Peter Williams                                      | Atletismo                  | Peso C5 masculino                              |
| Ian Hayden                                          | Atletismo                  | Peso L4 masculino                              |
| Richard Coates                                      | Bolos sobre hierba         | Individual LB3 masculino                       |
| John Gronow                                         | Bolos sobre hierba         | Individual 2-6 masculino                       |
| Nicholas Slater                                     | Levantamiento de potencia  | –75 kg masculino                               |
| Angela McDowell                                     | Natación                   | 50 m libre B2 femenino                         |
| Angela McDowell                                     | Natación                   | 100 m libre B2 femenino                        |
| Angela McDowell                                     | Natación                   | 100 m mariposa B2 femenino                     |
| Angela McDowell                                     | Natación                   | 400 m estilos B2 femenino                      |
| Louise Byles                                        | Natación                   | 50 m braza B1 femenino                         |
| Louise Byles                                        | Natación                   | 100 m braza B1 femenino                        |
| Louise Byles                                        | Natación                   | 200 m braza B1 femenino                        |
| Joanne Round                                        | Natación                   | 100 m espalda A8 femenino                      |
| Joanne Round                                        | Natación                   | 100 m mariposa A8 femenino                     |
| Joanne Round                                        | Natación                   | 200 m estilos A8 femenino                      |
| Jane Stidever                                       | Natación                   | 100 m espalda C4 femenino                      |
| Jane Stidever                                       | Natación                   | 100 m libre C4 femenino                        |
| Jane Stidever                                       | Natación                   | 200 m libre C4 femenino                        |
| Janice Burton                                       | Natación                   | 100 m espalda B1 femenino                      |
| Janice Burton                                       | Natación                   | 200 m estilos B1 femenino                      |
| Janice Burton                                       | Natación                   | 400 m libre B1 femenino                        |
| Jeanette Esling                                     | Natación                   | 100 m espalda L4 femenino                      |
| Linda Walters                                       | Natación                   | 400 m libre A2 femenino                        |
| Paul Noble                                          | Natación                   | 100 m espalda L5 masculino                     |
| Paul Noble                                          | Natación                   | 100 m libre L5 masculino                       |
| Paul Noble                                          | Natación                   | 400 m libre L5 masculino                       |
| Paul Noble                                          | Natación                   | 200 m libre L5 masculino                       |
| Paul Hancock                                        | Natación                   | 50 m espalda C6 masculino                      |
| Paul Hancock                                        | Natación                   | 100 m libre C6 masculino                       |
| Christopher Holmes                                  | Natación                   | 50 m libre B2 masculino                        |
| Christopher Holmes                                  | Natación                   | 400 m libre B2 masculino                       |
| David Moreton                                       | Natación                   | 100 m mariposa A4 masculino                    |
| David Moreton                                       | Natación                   | 400 m libre A4 masculino                       |
| Martin Mansell                                      | Natación                   | 200 m libre C5 masculino                       |
| Martin Mansell                                      | Natación                   | 200 m estilos C5 masculino                     |
| Chris Hallam                                        | Natación                   | 50 m braza 2 masculino                         |
| Andrew Gilbert                                      | Natación                   | 100 m espalda L4 masculino                     |
| Ian Sharpe                                          | Natación                   | 50 m libre B3 masculino                        |
| Simon Butler                                        | Natación                   | 25 m mariposa 2 masculino                      |
| Peter Aldous                                        | Natación                   | 100 m mariposa A2 masculino                    |
| Equipo                                              | Natación                   | 3 × 25 m libre 1A-1C masculino                 |
| David Moreton Marc Woods Peter Aldous Mark Williams | Natación                   | 4 × 50 m estilos A1-A8 masculino               |
| Equipo                                              | Tenis de mesa              | Equipo 2 femenino                              |
| Keith Morriss                                       | Tiro                       | Rifle de aire sentado LSH1 masculino           |
| David Hurst                                         | Yudo                       | –86 kg masculino                               |
| Bronce                                              |                            |                                                |
| Anne Trotman                                        | Atletismo                  | Disco C3 femenino                              |
| Anne Trotman                                        | Atletismo                  | Jabalina C3 femenino                           |
| Anne Trotman                                        | Atletismo                  | Peso C3 femenino                               |
| Tanni Grey                                          | Atletismo                  | 400 m 3 femenino                               |
| Kerry Taylor                                        | Atletismo                  | Distancia C1 femenino                          |
| Isabel Barr                                         | Atletismo                  | Jabalina 1B femenino                           |
| Anne Woffinden                                      | Atletismo                  | Maza C3 femenino                               |
| Robert Barrett                                      | Atletismo                  | 100 m A4A9 masculino                           |
| Robert Barrett                                      | Atletismo                  | 200 m A4A9 masculino                           |
| Gordon Robertson                                    | Atletismo                  | 200 m C6 masculino                             |
| Chris Hallam                                        | Atletismo                  | 400 m 2 masculino                              |
| Stephen Syndercombe                                 | Atletismo                  | 1500 m C8 masculino                            |
| Leslie Jones                                        | Atletismo                  | Jabalina 5 masculino                           |
| James Richardson                                    | Atletismo                  | Peso 1A masculino                              |
| Terence Hopkins                                     | Atletismo                  | Peso 4 masculino                               |
| Brian Lessiter                                      | Atletismo                  | Peso L4 masculino                              |
| Simon Butler                                        | Atletismo                  | Salto de longitud B3 masculino                 |
| John Harris                                         | Atletismo                  | Pentatlón 5 masculino                          |
| Jonathan Ward                                       | Atletismo                  | Pentatlón B3 masculino                         |
| Hazel Randall                                       | Bolos sobre hierba         | Individual 2-6 femenino                        |
| Ken Bridgeman John Gronow                           | Bolos sobre hierba         | Dobles 2-6 masculino                           |
| Suzannah Rockett                                    | Esgrima en silla de ruedas | Espada inidvidual 4-6 femenino                 |
| Cyril Thomas                                        | Esgrima en silla de ruedas | Sable inidvidual 4-6 masculino                 |
| Fred MacKenzie                                      | Levantamiento de potencia  | –90 kg masculino                               |
| Angela McDowell                                     | Natación                   | 100 m espalda B2 femenino                      |
| Angela McDowell                                     | Natación                   | 200 m estilos B2 femenino                      |
| Angela McDowell                                     | Natación                   | 400 m libre B2 femenino                        |
| Thelma Young                                        | Natación                   | 100 m braza L6 femenino                        |
| Thelma Young                                        | Natación                   | 100 m espalda L6 femenino                      |
| Janice Burton                                       | Natación                   | 100 m mariposa B1 femenino                     |
| Janice Burton                                       | Natación                   | 100 m libre B1 femenino                        |
| Dianne Barr                                         | Natación                   | 100 m libre A4 femenino                        |
| Dianne Barr                                         | Natación                   | 400 m libre A4 femenino                        |
| Tara Flood                                          | Natación                   | 25 m braza L1 femenino                         |
| Anne Trotman                                        | Natación                   | 100 m espalda C3 femenino                      |
| Helen Lewis                                         | Natación                   | 100 m libre L5 femenino                        |
| Equipo                                              | Natación                   | 4 × 100 m libre B1-B3 femenino                 |
| Andrew Gilbert                                      | Natación                   | 100 m libre L4 masculino                       |
| Andrew Gilbert                                      | Natación                   | 400 m libre L4 masculino                       |
| Ian Sharpe                                          | Natación                   | 100 m libre B3 masculino                       |
| Ian Sharpe                                          | Natación                   | 100 m mariposa B3 masculino                    |
| Marc Woods                                          | Natación                   | 100 m espalda A4 masculino                     |
| Martin Mansell                                      | Natación                   | 200 m espalda C5 masculino                     |
| Christopher Holmes                                  | Natación                   | 100 m libre B2 masculino                       |
| David Moreton                                       | Natación                   | 200 m estilos A4 masculino                     |
| David Moreton Marc Woods Peter Aldous Mark Williams | Natación                   | 4 × 50 m libre A1-A8 masculino                 |
| Maurice Job                                         | Snooker                    | Clase abierta masculino                        |
| Equipo                                              | Tenis de mesa              | Equipo 3 masculino                             |
| Gill Middleton                                      | Tiro                       | Rifle de aire de pie 2-6 femenino              |
| Gill Middleton                                      | Tiro                       | Rifle de aire en posición tendida 2-6 femenino |
| Isabel Barr                                         | Tiro                       | Pistola de aire 2-6 femenino                   |
| Paul Lewis                                          | Yudo                       | –71 kg masculino                               |
| Terence Powell                                      | Yudo                       | –78 kg masculino                               |
| David Hodgkins                                      | Yudo                       | +95 kg masculino                               |